# Thomas Dekker (dramatik)
Thomas Dekker (asi 1572, Londýn – 26. srpna 1632, tamtéž) byl anglický dramatik pozdní renesance (období tzv. alžbětinského divadla). Kromě divadelních her je také autorem prozaických pamfletů a črt reagujících na současné společenské události.

## Život
O Dekkerově životě není do roku 1598 prakticky nic známo. V tomto roce začal pracovat pro impresária Philipa Henslowa (1550-1616) a spolupracoval s různými dramatiky (Michael Drayton, John Fletcher, John Ford, Philip Massinger, Thomas Middleton, William Rowley, John Webster). Je také spoluautorem kolektivní hry Sir Thomas More (1591–1596), na níž se kromě něho podíleli ještě Anthony Munday, Henry Chettle, Thomas Heywood a William Shakespeare.
V tzv. válce divadel (nebo také válce básníků), která probíhala v letech 1599–1602 mezi šlechtickými (soukromými) a veřejnými divadly, stál Dekker na straně divadel veřejných. Byl za to zesměšněn v komedii Bena Jonsona The Poetaster (1601, Veršotepec), což mu Dekker ještě v tom samém roce oplatil svou hrou Satiromastix.
Dekkerovy hry jsou většinou úsměvné měšťanské komedie vycházející z londýnského života, jejichž námětem je všední život anglických měšťáků a jejich morálka, a které se vyznačující soucitem k chudým a utlačovaným. Ačkoliv byl velmi plodný spisovatel (podílel se na více než padesáti divadelních hrách a je autorem asi třiceti prozaických děl) byl neustále v dluzích a byl za ně mezi roky 1613 až 1619 dokonce vězněn.

## Dílo

### Divadelní hry
- Old Fortunatus (1599, Starý Fortunatus), tiskem 1600, komedie založená na německé knížce lidového čtení o Fortunatovi z roku 1509.
- The Shoemakers' Holiday (1599, Ševcovské posvícení), tiskem 1600, komedie, Dekkerova nejzáměrnější hra. Vypráví příběh pilného řemeslníka, který překoná rodinné problémy a nakonec se vypracuje na starostu města.
- Patient Grissil (1599, Trpělivá Griselda), tiskem 1603, komedie,
- Satiromastix (1601), tiskem 1602, komedie napsaná v rámci tzv. války divadel (nebo také války básníků), zesměšňující Bena Jonsona.
- hry napsané společně s Michaelem Draytonem, Thomasem Middletonem, Anthonym Mundaym a Johnem Websterem:
  - Caesar's Fall (asi 1602, Caesarův pád), dnes ztracená historická hra,
  - Christmas Comes but Once a Year (1602, Vánoce jsou jen jednou za rok), komedie,
  - Lady Jane (1602, Jana Greyová), dnes ztracená historická hra o Janě Greyové, která byla de facto královnou Anglie a Irska devět dní v roce 1553.
- hry napsané společně s Johnem Websterem:
  - Northward Ho! (1604, Na sever!), tiskem 1607, komedie,
  - Westward Ho! (1604, Na západ!), tiskem 1607, komedie,
  - The Famous History of Sir Thomas Wyatt (1604, Slavná historie sira Thomase Wyatta) tiskem 1607, dvoudílná historická hra.
- The Honest Whore (Počestná děvka), dvoudílná komedie varující před důsledky milostných vášní. První část napsal Dekker roku 1604 (tiskem v tom samém roce) společně s Thomasem Middletonem, druhá část je z roku 1608 (tiskem až 1630) a je samostatným Dekkerovým dílem.
- The Whore of Babylon (1607, Děvka z Babylonu),
- If This Be Not a Good Play, the Devil is in It (1611, Jestliže toto není dobrá hra, musí v tom být čert), komedie,
- The Virgin Martyr (1620, Panenská mučednice), tiskem 1622, tragédie, společně s Johnem Fletcherem a Philipem Massingerem.
- The Witch of Edmonton (1621, Čarodějnice z Edmontonu), tragédie, společně s Johnem Fordem a Williamem Rowleym.
- The Noble Spanish Soldier (1622, Vznešený španělský voják), tragikomedie,
- The Wonder of a Kingdom (1623, Div království), tiskem 1636.
- hry napasné společně s Johnem Fordem:
  - The Sun's Darling (1624), tiskem1656, maska,
  - The Fairy Knight (1624, Kouzelný rytíř), komedie
  - The Bristow Merchant (1624, Bristowský obchodník).

### Ostatní
- The Wonderfull Yeare (1603, Úžasný rok), próza věnovaná smrti královny Alžběty I., nástupu Jakuba I. na trůn a také moru, který v tomto roce vypukl v Londýně.
- The Guls Horne-Booke (1609, Hejskův slabikář), satirická črta o chování v londýnských divadlech.
- Dekker His Dreame (1620, Dekkerův sen), delší báseň popisující Dekkerovy zážitky z vězení.

## Česká vydání
- Modrý pondělek, Dilia, Praha 1961, přeložil a upravil K. M. Walló, jde o hru Ševcovské posvícení,
- Ševcovské posvícení, antologie Alžbětinské divadlo II. – Shakespearovi současníci, Odeon, Praha 1980, přeložil František Fröhlich,